# 18街車站 (IRT百老匯-第七大道線)
18街車站（英語：18th Street station）是紐約地鐵IRT百老匯-第七大道線一個慢車地鐵站，位於曼哈頓18街及第七大道交界，設有1號線（任何時候停站）與2號線（僅深夜停站）列車服務。

## 車站結構
| G        | 街道               | 出入口                                         |
| P 月台層 | 側式月台，右側開門 | 側式月台，右側開門                             |
| P 月台層 | 北行               | 往范科特蘭公園-242街（深夜時 往241街）（23街） |
| P 月台層 | 北行快速           | 不停靠                                         |
| P 月台層 | 南行快速           | 不停靠                                         |
| P 月台層 | 南行               | 往南碼頭（深夜時 往布魯克林學院）（14街）      |
| P 月台層 | 側式月台，右側開門 |                                                |

此站於1918年7月1日啟用，設有兩個側式月台和四條軌道，並於1991－1992年翻新，但保留了原初的修剪線和站名牌馬賽克，亦沒有安裝任何藝術品。

## 外部連結

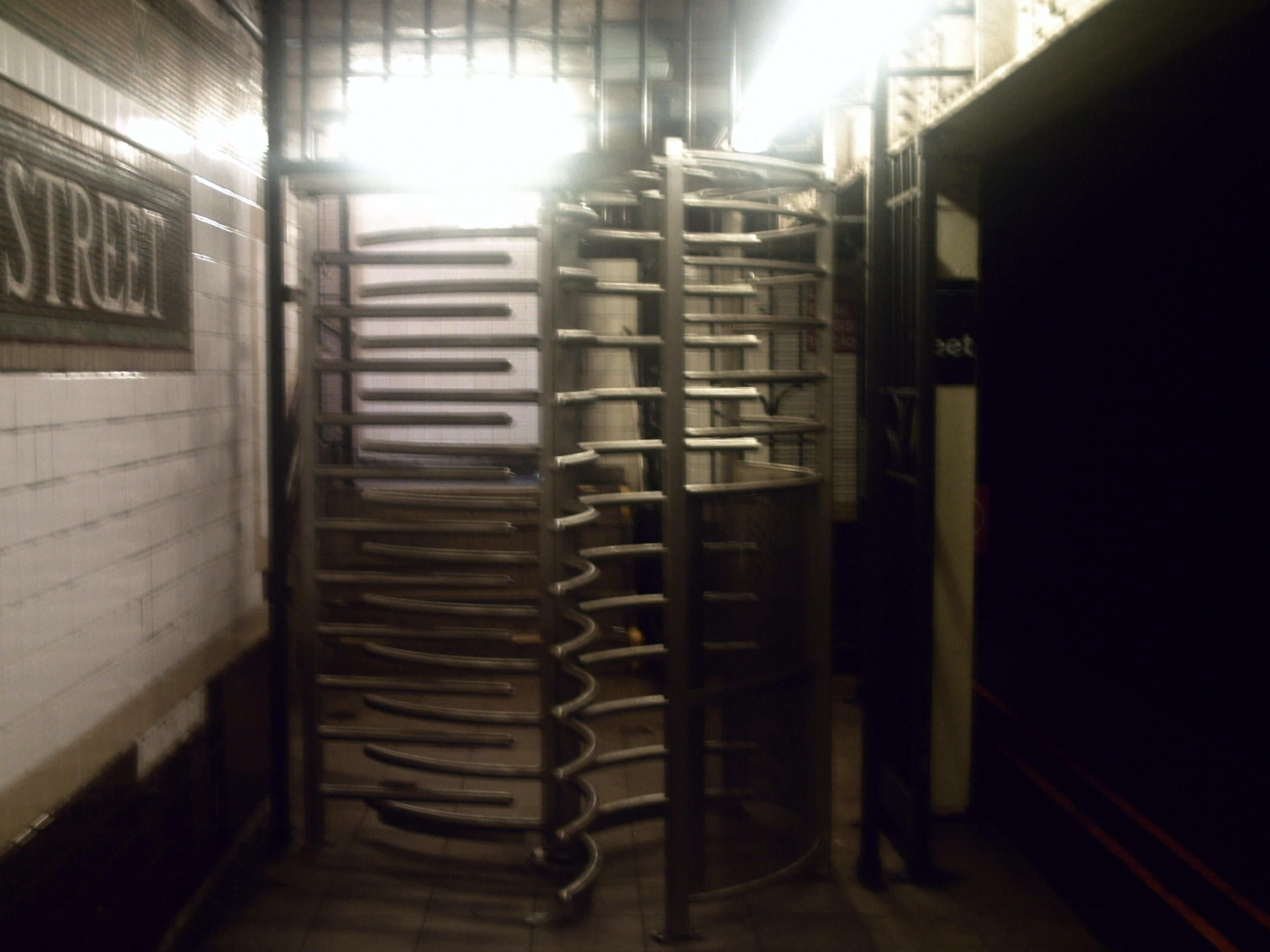
南行月台只出不入的出口

- nycsubway.org—IRT West Side Line: 18th Street
- Station Reporter – 1 Train
- 18th Street entrance from Google Maps Street View
- 19th Street exit only stairs from Google Maps Street View
- Platforms from Google Maps Street View （页面存档备份，存于）